# 傑斐遜／第1大道與華盛頓／中央大道站

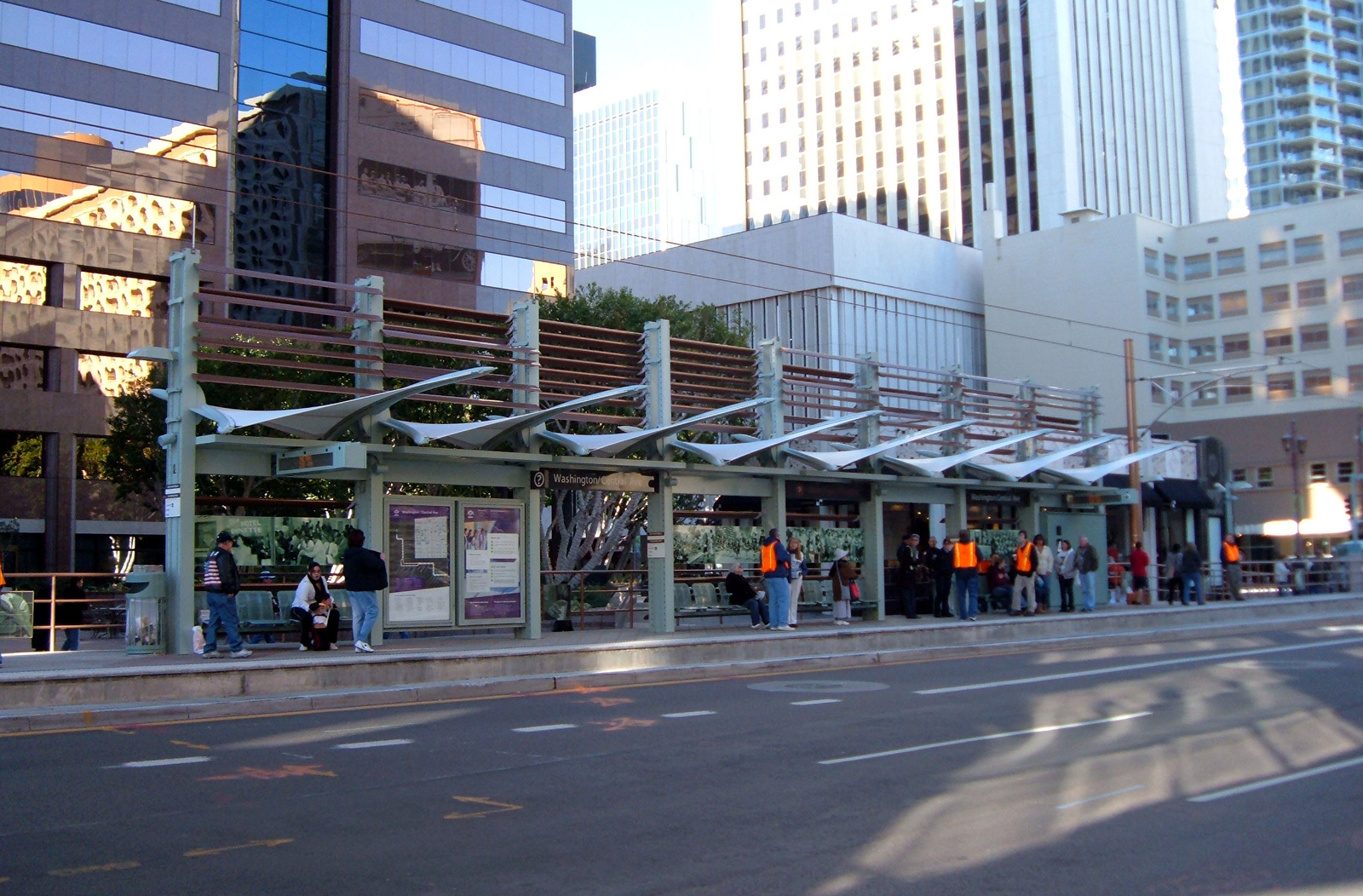
車站外觀。

傑斐遜/第1大道與華盛頓/中央大道站（英語：Jefferson/1st Avenue and Washington/Central Avenue stations），是一對位於美國亞利桑那州鳳凰城鳳凰城輕鐵的車站。

## 車站設計
因為市中心道路的設計，此站實為兩個車站。華盛頓/中央大道站只停靠往19大道/蒙特貝羅站列車，而傑斐遜/第1大道站只停靠往梧桐徑與正街站列車。兩站之間相距約800英尺（243.8）。

## 鄰近地標
- 愛國者廣場公園（英語：Patriots Square Park）
- 鳳凰城市政廳（英語：Phoenix City Hall）
- 奧芬劇院（英語：Orpheum Theatre）
- 道奇劇院（英語：Dodge Theatre）
- 富國銀行歷史博物館（英語：Wells Fargo History Museum）
- 鳳凰城警察博物館（英語：Phoenix Police Museum）
- 高等法院大樓建築群（英語：Superior Court Complex）

## 站內藝術
鳳凰城輕鐵的每一個車站內都會加入一些藝術元素。在兩站內，藝術家Stephen Farley利用琺瑯搪瓷和普通瓷磚，加上描述市中心人和事的圖片，構成一幅壁畫。

## 接駁交通
| 普通巴士 | 普通巴士 |
| -------- | -------- |
| 0號      | 1號      |

## 外部連結
- 輕鐵／鳳凰城市路線圖 （英文）